# Нассер – Марса-Брега (нафтопровід)
Нассер – Марса-Брега (нафтопровід) – складова трубопровідної інфраструктури, що була створена для обслуговування гігантського нафтового родовища Нассер. В подальшому Нассер перейменували на Зелтен, тому трубопровід також відомий як Зелтен – Марса-Брега.
Для видачі продукції з Нассер проклали трубопровід до нового берегового відвантажувального терміналу в Марса-Брезі, який мав довжину 172 кілометра та був виконаний в діаметрі 900 мм. Розробка Нассер почалась в 1961-му і того ж року з Марса-Бреги відправили першу партію нафти. 
Крім того, в Марса-Брезі з 1961-го працює нафтопереробний завод, втім, його потужність незначна – до 10 тисяч барелів на добу.
Окрім продукції з Нассер по трубопроводу перекачують нафту родовища Рагуба, яку подають по нафтопроводу Рагуба – Нассер–Марса-Брега, що під'єднаний на 110-му кілометрі траси (відлік від Марса-Бреги).